# بخش بدگام
بخش بدگام (به انگلیسی: Budgam district) یک بخش در هند است که در جامو و کشمیر واقع شده‌است. بخش بدگام ۱٬۳۷۰ کیلومتر مربع مساحت و ۷۳۵٬۷۵۳ نفر جمعیت دارد.